# Armstrong Whitworth Albemarle
O Armstrong Whitworth A.W.41 Albemarle foi uma aeronave de transporte britânica bimotora monoplana que entrou em serviço durante a Segunda Guerra Mundial.
O Albemarle foi originalmente desenvolvido para ser um bombardeiro médio, mas que nunca serviu nesta função, mas sim foi usado para uso geral em transporte de tropas e outros deveres. A aeronave teve participação importante na Normandia e no assalto a Arnhem durante a Operação Market Garden.